# Ilford
Ilford là một khu đô thị ngoại ô rộng lớn nằm ở Đông Luân Đôn, Anh và là trụ sở hành chính của Khu Redbridge của Luân Đôn. Ilford nằm cách 9,1 dặm (14,6 km) về phía đông bắc Charing Cross, là một trong những trung tâm thủ đô chính xác định trên Bản đồ Quy hoạch Luân Đôn. Nó tạo thành một trung tâm bán lẻ và thương mại quan trọng quanh khu vực phát triển đông dân cư sinh sống. Ilford trong quá khứ từng là khu định cư nông thôn nhỏ trong hạt Essex. Vị trí chiến lược của nơi này trên sông Roding và tuyến đường từ Luân Đôn đến Colchester khiến nó phát triển thành một khu đô thị đường sắt. Sự xuất hiện đường sắt ở Ilford vào năm 1839 thúc đẩy sự phát triển đó và trở thành một phần của quá trình phát triển ngoại ô Luân Đôn trong thế kỷ 20. Ilford mở rộng và tăng đáng kể về dân số, trở thành khu tự quản đô thị vào năm 1926, trở thành một phần của vùng Đại Luân Đôn từ năm 1965.

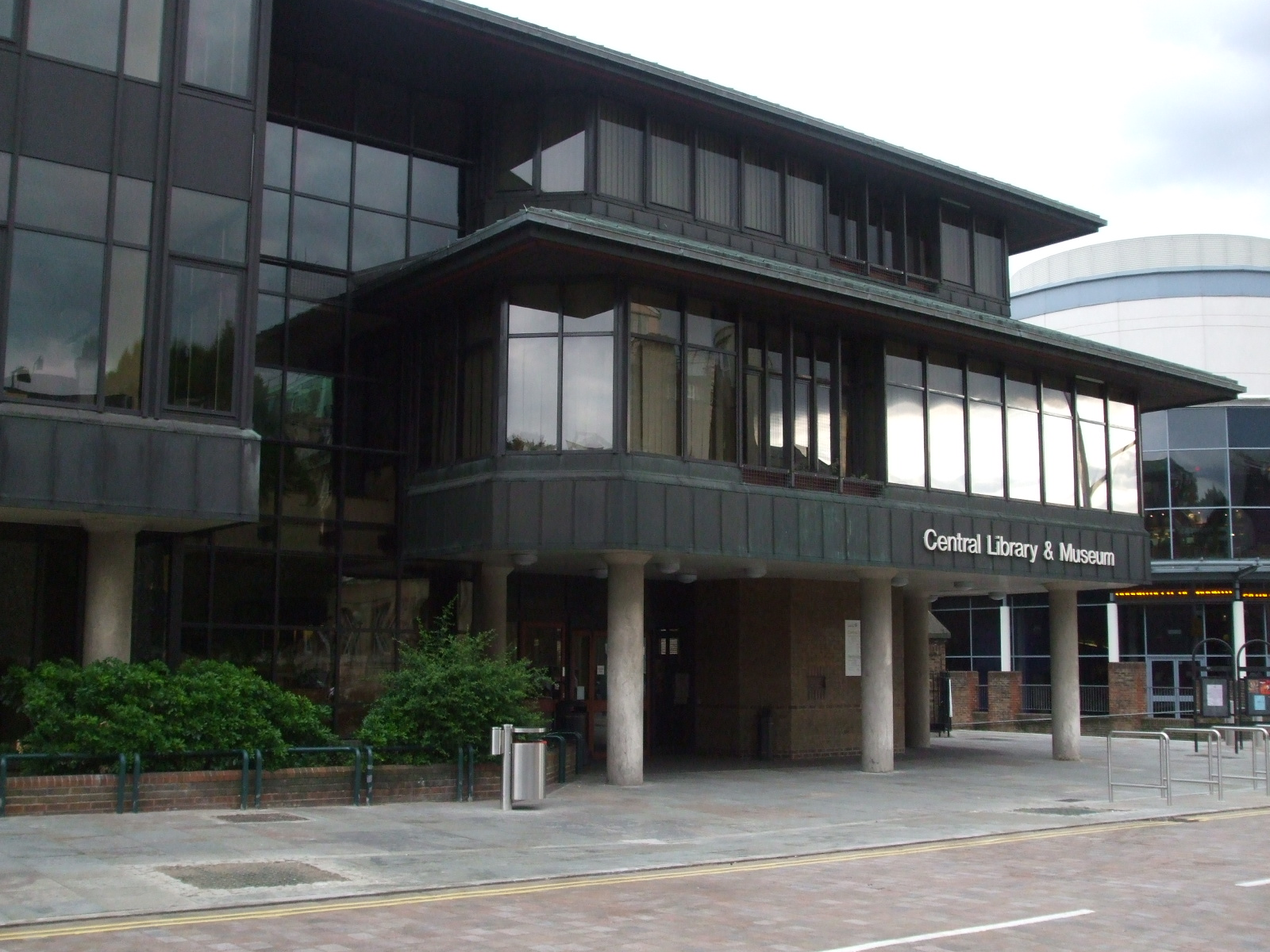
Bảo tàng và thư viện trung tâm, đường Clements

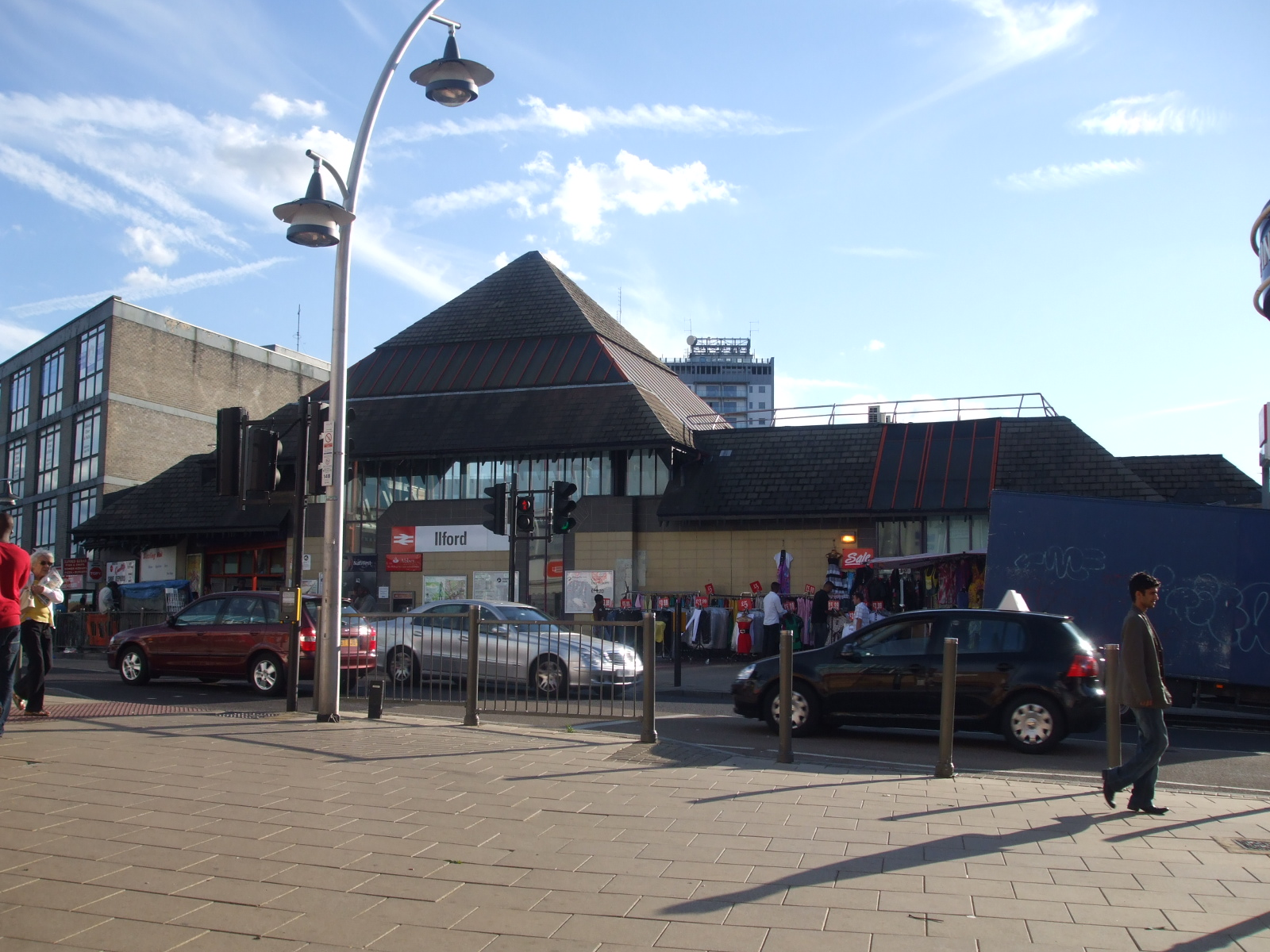
Trạm xe điện Ilford

## Dân số
| 1891                              | 10.913        |
| 1901                              | 41.234        |
| 1911                              | 78.188        |
| 1921                              | 85.194        |
| 1931                              | 131.061       |
| 1941                              | chiến tranh # |
| 1951                              | 184.706       |
| 1961                              | 178.024       |
| # không có số liệu do chiến tranh |               |
| Nguồn: Thống kê Liên hiệp Anh     |               |

|                | Ilford Bắc | Ilford Nam |
| -------------- | ---------- | ---------- |
| Tổng dân số    | 89.806     | 106.608    |
| Người da trắng | 75.6%      | 45.1%      |
| Người da đen   | 5.2%       | 11.4%      |
| Người châu Á   | 15.5%      | 39.3%      |
| Người lai      | 2.2%       | 2.8%       |
| Khác           | 1.5%       | 1.4%       |
| Đạo Cơ đốc     | 55.1%      | 42.5%      |
| Đạo Hindu      | 6.7%       | 10.5%      |
| Đạo Do Thái    | 10.3%      | 2.9%       |
| Đạo Hồi        | 6.4%       | 19.6%      |
| Đạo Sikh       | 2.7%       | 9.4%       |
| Nguồn:         |            |            |